# Касуга-доро
Касуга-доро (春日灯籠) су традиционалне јапанске камене светиљке (лантерне). Назив су добиле по шинтоистичком светилишту Касуга-таиша (春日大社) у Нари основаном 768. године у коме се налази велики број лантерни које воде до храма. Ова светиљка састоји се из 20 делова од који сваки има назив и симболику: 
- Кидан (基壇, подијум, платформа).
- Кисо (基礎, основа или темељ) термин за било коју субструктуру која носи тежину надградње. Горњи део је каерибана.
- Сао (竿, стуб, шипка) спона између средње и доње основе. Горе, у средини и доле је прстен – фуши.
- Чуудаи (中台) средња основа светиљке на којој почива држач пламена и купола. Обично је четворо- шесто- или осмострана и мењала се кроз историју заједно са доњом основом до Муромаћи епохе, од када је готово иста. Доњи део средње основе (莲弁, ренбен) је у облику обрнутог лотоса.
- Хибукуро (火袋) издубљена округла, квадратна, шестоугаона или осмоугаона камена кутија у којој је горионик са уљаним фитиљем. Отвори за светлост нису ограничени на основне геометријске облике, а покривени су хартијом на дрвеном раму чиме се добија мека, пригушена светлост. Имају три дела; камику (горе), накаку (средњи део са отворима за светлост) и шимоку (доле). Отвори за светлост ако су кружни називају се енсоу, а ако су квадратни - хигучи
- Каса (笠, кишобран) квадратни или шестоугаони (ређе осмоугаони или округли), кишобранасти део изнад горионика издељен на сегменте тракама (кударимуне) које се завршавају спирално увијеним украсима (варабите).
- Хоују (宝珠, свети драгуљ) светиња будизма, лоптасти или капљичасти део. Верује се да има моћ да протера зло, очисти корупцију, и испуни жеље. Чине га три дела (одозго надоле): каен, какикуби и укебана.